# Bataille des Essarts
Guerre de Vendée
Batailles
La bataille des Essarts se déroule le 25 juin 1795 lors de la deuxième guerre de Vendée. Elle s'achève par la victoire des Vendéens qui prennent par surprise le camp républicain des Essarts.

## Prélude
Le 24 juin 1795, le général vendéen François Athanase Charette de La Contrie rassemble ses divisions à son quartier-général de Belleville. Il annonce alors à ses hommes qu'il rompt le traité de La Jaunaye et que la guerre reprend. Cette décision est prise par Charette sans qu'il ait consulté ni ses officiers, ni les généraux des autres armées vendéennes,. Cette annonce est accueillie dans le silence par son armée, sans protestations ni enthousiasme. Certains officiers, comme Couëtus et Rezeau, tentent dans les jours qui suivent de rester conciliants avec les républicains mais ils n'osent s'élever contre leur général en chef.
Le jour même du rassemblement de Belleville, un détachement républicain venu de L'Oie, constitué de 24 à 40 hommes, arrive dans la localité, semble-t-il pour remettre une lettre des représentants en mission, ainsi qu'un arrêté du Comité de salut public ordonnant de « disperser par la force tout rassemblement illégal »,,. Charette fait emprisonner les soldats républicains et fait mettre à mort leur guide, un patriote du pays, qui est sabré par un cavalier. Le chef du détachement, le capitaine Marion, du 7e régiment de chasseurs à cheval, sera remis en liberté le 7 juillet pour négocier un échange de prisonniers, sans succès,. Certains cavaliers républicains accepteront de rallier les rangs des royalistes, les autres seront fusillés,.
Le 25 juin, sans déclaration de guerre, Charette attaque le camp des Essarts, situé à une dizaine de kilomètres à l'est de Belleville.

## Forces en présence
Le camp des Essarts est occupé par 500 hommes du bataillon de chasseurs de Saône-et-Loire et 30 cavaliers du 7e régiment de chasseurs à cheval.
Les Vendéens sont au nombre de 1 500 à 1 800 d'après les rapports des généraux Canclaux et Legros,,. L'historien Lionel Dumarcet évoque quant à lui 2 000 à 3 000 hommes, dont 200 cavaliers.
La question de la participation de Charette à cette bataille est débattue. Dans ses mémoires, le chef vendéen Pierre-Suzanne Lucas de La Championnière affirme que celui-ci ne prend pas part à l'attaque. En revanche, un combattant vendéen nommé François Eriau, 18 ans et originaire de Touvois, capturé en juillet 1795, affirme lors de son interrogatoire par le district de Challans que Charette commande bien les insurgés lors de la prise du poste des Essarts,. Le général Legros indique également dans son rapport « qu'une femme a rapporté vaguement que Charette y commandait ». L'historien Lionel Dumarcet penche en faveur de la présence de Charette. D'après Eriau, les Vendéens engagent la division du Pays de Retz commandée par Louis Guérin, la division du Marais commandée par François Pajot, la division de Vieillevigne commandée par Jean Guérin, dit Guérin le jeune, et la division de Machecoul, dont il ignore le nom du commandant car Victor Eriau « qui la commandoit cy devant a été cassé de sa charge ». Les rapports républicains signalent quant à eux la présence de Charles Caillaud, chef de la division de Chantonnay, et de Pierre Rezeau, chef de la division de Montaigu.

## Déroulement
Le 25 juin, à 10 heures du matin, les Vendéens s'avancent sur le camp des Essarts. Pour tromper leurs adversaires, certains sont vêtus d'uniformes bleus,. Les républicains ne sont pas sur leurs gardes et jouent à la boule lorsque débute l'attaque,,.
Les Vendéens entrent dans le camp presque sans rencontrer de résistance. Totalement surpris, les républicains s'enfuient en direction du camp des Quatre-Chemins, à L'Oie. Certains fuyards sont sabrés par les cavaliers vendéens, tandis que les cavaliers républicains n'ont pas le temps d'arriver à leurs chevaux, alors au pacage.
Les Vendéens raflent 500 paires de souliers, que les républicains venaient de recevoir, et une partie des équipages de la cavalerie. Ils incendient ensuite le camp.
Les rescapés républicains gagnent le camp de L'Oie, dirigé par le général Legros qui recevait alors deux officiers vendéens, les frères Béjarry, émissaires de l'armée de Sapinaud alors en partance pour Paris afin d'y rencontrer le Comité de salut public. Confronté à la colère et aux menaces de ses soldats contre les deux royalistes, le général Legros les fait sortir du camp sous bonne escorte.

## Pertes
Les pertes ne sont pas connues avec précision. Le 26 juin, le général Legros écrit au représentant en mission Gaudin que 117 volontaires du bataillon de Saône-et-Loire manquent à l'appel. Dans son rapport, rédigé le 27 juin à Nantes, le général Canclaux affirme que 112 à 120 hommes sur 500 sont manquants,,. Le chef d'escadron Michalon donne quant à lui un bilan de 150 à 200 tués, ce qui est vraisemblablement exagéré selon l'historien Lionel Dumarcet.
Dans ses mémoires, l'officier vendéen Lucas de La Championnière écrit qu'« il y eut peu des Républicains de tués, nous les fîmes presque tous prisonniers suivant l'ordre que nous avions reçu ». François Eriau ne fait quant à lui mention que de 38 prisonniers.
Du côté des Vendéens, Lucas de La Championnière ne fait mention que de deux soldats et de deux officiers blessés : Pajot, qui est touché par un coup de baïonnette, et   Dumontier — ou Desmortiers ou encore du Moutier de Rhedon —, qui a la mâchoire fracassée par une balle.
Les prisonniers républicains sont conduits à Belleville, où Charette les fait fusiller le 9 août, en représailles de l'exécution de 748 émigrés et chouans capturés lors de l'expédition de Quiberon.